# Paramysis sowinskii
Paramysis sowinskii är en kräftdjursart som beskrevs av Daneliya 2002. Paramysis sowinskii ingår i släktet Paramysis och familjen Mysidae. Inga underarter finns listade i Catalogue of Life.